# Вічинівська сільська рада
| Вічинівська сільська рада — колишня адміністративно-територіальна одиниця та орган місцевого самоврядування у Рожищенському районі Волинської області з адміністративним центром у с. Вічині. Припинила існування в 2019 році через об'єднання в Доросинівську сільську територіальну громаду Волинської області. Натомість утворено Вічинівський старостинський округ при Доросинівській сільській громаді. Сільській раді підпорядковувались населені пункти: - с. Вічині |

## Склад ради
Рада складалась з 15 депутатів та голови.

### Керівний склад ради
| ПІБ                       | Основні відомості                                                            | Дата обрання | Дата звільнення |
| ------------------------- | ---------------------------------------------------------------------------- | ------------ | --------------- |
| Яручик Василь Григорович  | Сільський голова, 1951 року народження, освіта, безпартійний                 | 26.03.2006   | 31.10.2010      |
| Шинкарук Галина Федорівна | Сільський голова, 1965 року народження, освіта вища, член Партії регіонів    | 31.10.2010   | 25.10.2015      |
| Штиюк Оксана Миколаївна   | Сільський голова, 1968 року народження, освіта загальна середня, безпартійна | 25.10.2015   |                 |

Примітка: таблиця складена за даними джерела

## Населення
За переписом населення України 2001 року в сільській раді мешкали 472 особи.

### Мова
Розподіл населення за рідною мовою за даними перепису 2001 року:
| Мова       | Відсоток |
| ---------- | -------- |
| українська | 98,95 %  |
| російська  | 1,05 %   |